# Bassano del Grappa
Bassano del Grappa is een stad in de Italiaanse regio Veneto. De stad behoort tot de provincie Vicenza.
De stad ligt aan de voet van de Vicentijnse Vooralpen nabij de opening van het Valsugana. Dwars door de stad stroomt de rivier de Brenta waarover de monumentale Ponte Vecchio is gebouwd.
De volgende frazioni maken deel uit van de gemeente: Marchesane

## Geschiedenis
Archeologische vondsten op de rechteroever van de Brenta hebben uitgewezen dat het gebied rondom Bassano al vanaf de 10e eeuw v.Chr. bewoond wordt. Rond de 2e eeuw v.Chr. ontstond de Romeinse landbouwnederzetting Fundus Bassianus. Vanaf 1404 maakt Bassano del Grappa bijna vier eeuwen deel uit van de Venetiaanse Republiek. Nadat deze in 1797 ten val komt breekt er een onrustige tijd aan tot het in 1866 toekomt aan het verenigde Italië.
De Eerste Wereldoorlog had grote gevolgen voor de stad. Bassano lag vlak bij het front. Tijdens de Slag bij Caporetto moesten 7000 mensen uit de stad worden geëvacueerd. Ook op de nabijgelegen Monte Grappa werd zwaar gevochten. In 1935 werd een immens monument op de 1776 meter hoge top van deze berg gebouwd. Negen jaar later zouden er echter nog 500 slachtoffers op dezelfde berg vallen tijdens de jacht van de nazi's op verzetsstrijders.
Bassano del Grappa is in 2014 een rustige welvarende provinciestad. Het bezit een goed bewaard gebleven historisch centrum met fraaie pleinen en arcadegalerijen. Het belangrijkste monument is de door Andrea Palladio ontworpen Ponte Vecchio. Deze bijzondere houten brug werd voor het eerst in 1569 gebouwd, daarna is hij in 1748, 1813 en 1948 herbouwd na verwoest te zijn geweest door natuur- of oorlogsgeweld. Er is gekozen voor hout als bouwmateriaal om de brug meer elasticiteit te geven in geval van hoog water.

## Bezienswaardigheden
- Ponte Vecchio
- Kerk "San Francesco"
- Loggia del Podestà
- Piazza Libertà
- Monte Grappa

## Sport
In Bassano del Grappa vond tussen 1986 en 2013 tienmaal een zesdaagse plaats in het Velodromo Rino Mercante. Deze wedstrijd baanwielrennen stond bekend als de zesdaagse van Bassano del Grappa. Voordat de zesdaagse voor het eerst werd georganiseerd vonden op de zelfde wielerbaan in 1985 de Wereldkampioenschappen baanwielrennen plaats.
Bassano del Grappa was in 1991 het toneel van de allereerste wereldbekerwedstrijd mountainbike uit de geschiedenis. Bij de mannen ging de eindzege naar de Brit Tim Gould, bij de vrouwen zegevierde de Amerikaanse Juli Furtado.

## Panorama

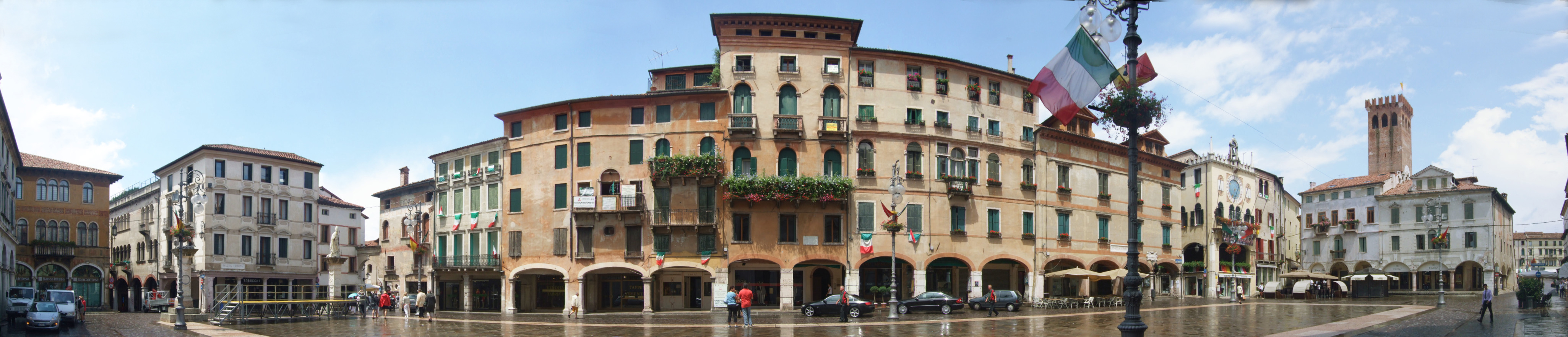
Bassano del Grappa, Piazza della Liberta

## Geboren
- Jacopo Bassano (1510-1592), schilder
- Luigina Fasòli (1905-1992), hoogleraar geschiedenis
- Tito Gobbi (1913-1984), bariton
- Luigi Agnolin (1943-2018), voetbalscheidsrechter
- Annabella Stropparo (1968), mountainbikester
- Simone Cogo (Sir Bob Cornelius Rifo) (1977), The Bloody Beetroots
- Federico Marchetti (1983), voetballer
- Manuele Boaro (1987), wielrenner
- Andrea Pasqualon (1988), wielrenner
- Francesca Michielin (1995), zangeres
- Alex Tolio (2000), wielrenner
- Marco Frigo (2000), wielrenner